# Piode
Piode é uma comuna italiana da região do Piemonte, província de Vercelli, com cerca de 195 habitantes. Estende-se por uma área de 13 km², tendo uma densidade populacional de 15 hab/km². Faz fronteira com Campertogno, Pettinengo (BI), Pila, Rassa, Scopello.

## Demografia
| Variação demográfica do município entre 1861 e 2011                               |
|                                                                                   |
| Fonte: Istituto Nazionale di Statistica (ISTAT) - Elaboração gráfica da Wikipedia |